# آدام گیلچریت
آدام گیلچریت (انگلیسی: Adam Gilchrist؛ زادهٔ ۱۴ نوامبر ۱۹۷۱) یک بازیکن کریکت است.